# Bundeswehrkrankenhaus Berlin
Das Bundeswehrkrankenhaus Berlin ist eines von fünf Bundeswehrkrankenhäusern und die größte medizinische Einrichtung der Bundeswehr im nordostdeutschen Raum. In dem Krankenhaus im Berliner Ortsteil Mitte werden neben Soldaten und Zivilisten auch Mitglieder der Bundesregierung und des Deutschen Bundestags behandelt. Es ist ein akademisches Lehrkrankenhaus der Charité.

## Organisatorisches
Das Bundeswehrkrankenhaus Berlin gehört zum Militärischen Organisationsbereich Zentraler Sanitätsdienst der Bundeswehr, wird von Generalarzt Ralf Hartmann geleitet und hat 16 Fachgebiete sowie 13 medizinische Ambulanzen. Es beschäftigt 1.453 Mitarbeiter, davon 1.134 Soldaten, 319 Zivilisten, 396 ärztliches Personal (Ärzte, Assistenzärzte, Psychologen usw.), 135 Pflegekräfte und 922 Unterstützungskräfte (Medizinisch-technische Assistenten, Laboratoriumsassistenten, Radiologieassistenten usw.). Im Jahr 2019 wurden 10.856 Patienten stationär und weitere 101.158 Patienten ambulant versorgt. Zudem rückten 2018 die Notarzteinsatzfahrzeuge zu 5.740 und die Rettungswagen zu 14.954 Einsätzen aus.

## Geschichte

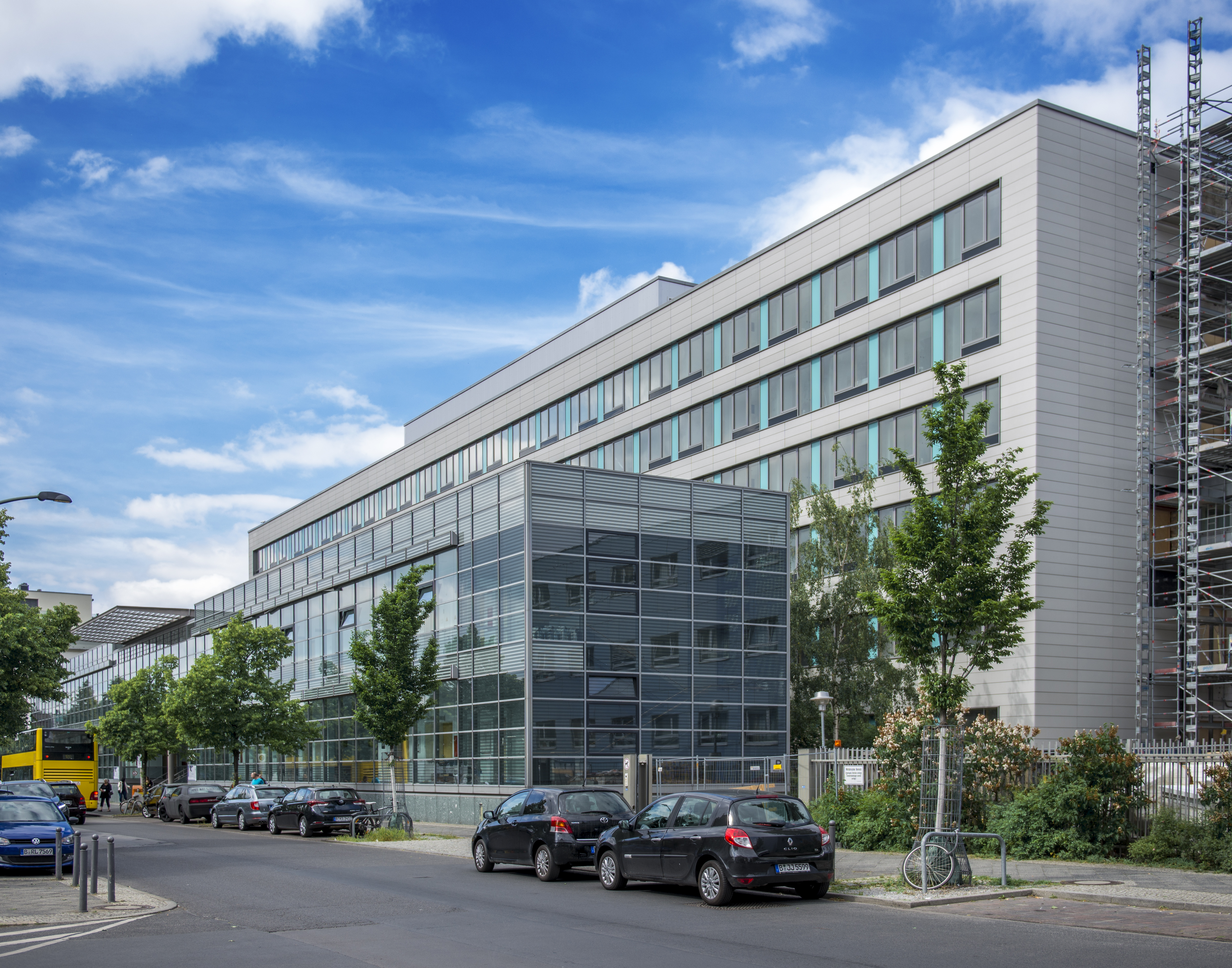
Bundeswehrkrankenhaus Berlin

### Garnisonslazarett
König Friedrich Wilhelm IV. regte im Jahr 1841 an, die sieben Speziallazarette Berlins zu einem Garnisonslazarett zusammenzulegen. In den Jahren 1850 bis 1853 begann der Bau des Garnisonslazaretts I auf dem Gelände des Invalidenparks. Ab dem 23. August 1853 war das Lazarett mit 518 Betten in Betrieb. 

### Staatskrankenhaus der Polizei
Während der Weimarer Republik übernahm die Sicherheitspolizei das Krankenhaus unter dem Namen Zentral-Krankenhaus der Polizei Berlin und des Deutschen Reiches.
Ab 1926 befand sich in dem Krankenhaus das erste Laboratorium für die systematische Untersuchung und Begutachtung der Blutalkoholkonzentration der Welt. Im Staatskrankenhaus der Polizei wurde ab 1931 eine Krankenstation für Gefangene der Polizei eingerichtet. Während der Zeit des Nationalsozialismus war das Krankenhaus nur für Polizisten und deren Angehörige zugänglich.

### Krankenhaus der Volkspolizei
Nach dem Zweiten Weltkrieg übergab die Verwaltung der Sowjetischen Besatzungszone das Krankenhaus an die neu gegründete Deutsche Volkspolizei. Nach der Beseitigung der Kriegsschäden wurde das Krankenhaus der Volkspolizei 1960 vom Ministerium des Inneren übernommen. Auch die Mitarbeiter des Ministeriums konnten fortan hier behandelt werden. Das Volkspolizei-Krankenhaus wurde baulich erweitert, mit einem weiteren Bettenhaus mit 280 Betten ausgestattet. Ab 1975 begann die Kooperation mit der Charité.
Eine der Aufgaben des Krankenhauses, das direkt an der Sektorengrenze zu West-Berlin lag, war die Aufnahme von Personen, die bei einem Versuch der Flucht aus der Sowjetischen Besatzungszone und der DDR im Bereich der Berliner Mauer verletzt wurden. Einige der Todesopfer an der Berliner Mauer verstarben hier.
Etwa 600 m südlich in der Scharnhorststraße 36 lag das Regierungskrankenhaus der DDR, das auf Grund der Grenznähe 1976 zum Regierungskrankenhaus Nr. II wurde, nachdem die DDR-Führung ein Regierungskrankenhaus Nr. I in Berlin-Buch für die „allerhöchste“ Führungsebene geschaffen hatte. Das Gebäude ist heute erster Dienstsitz des Bundesministeriums für Wirtschaft und Energie.

### Bundeswehrkrankenhaus
Kurz vor der deutschen Wiedervereinigung übergab das Ministerium des Inneren das Krankenhaus am 30. September 1990 an das Ministerium für Abrüstung und Verteidigung, unter dem Namen Lazarett Berlin-Mitte der Nationalen Volksarmee. Am 3. Oktober 1990 übernahm die Bundeswehr das Haus und begann es für ihre Zwecke umzubauen. Den heutigen Namen bekam es am 1. Januar 1991.